# Tpla
Tpla – wieś położona w północnej części Albanii w gminie Fierzë. Wieś znajduje się 109 kilometrów od stolicy państwa, Tirany.

## Demografia
Według spisu ludności z 1989 roku we wsi Tpla mieszkało 655 mieszkańców.